# Cyclopsetta
Cyclopsetta es un género de peces de la familia Paralichthyidae, del orden Pleuronectiformes. Este género marino fue descrito por primera vez en 1889 por Theodore Gill.

## Especies
Especies reconocidas del género:
- Cyclopsetta chittendeni B. A. Bean, 1895
- Cyclopsetta fimbriata (Goode & T. H. Bean, 1885)
- Cyclopsetta panamensis (Steindachner, 1876)
- Cyclopsetta querna (D. S. Jordan & Bollman, 1890)

### Lectura recomendada
- Eschmeyer, William N., ed. 1998. Catalog of Fishes. Special Publication of the Center for Biodiversity Research and Information, no. 1, vol 1-3. 2905.
- Nelson, Joseph S. 1994. Fishes of the World, Third Edition. xvii + 600.